# Chitral
Chitral, autrefois écrit Tchitral, est la ville principale du district de Chitral situé lui-même dans la province de Khyber Pakhtunkhwa au nord du Pakistan, près de la frontière avec l'Afghanistan. La ville se trouve sur les berges occidentales de la rivière Kunar, à proximité du Tirich Mir, le plus haut sommet de l'Hindu Kush. En 2023, la ville compte près de 60 000 habitants. C'était un royaume au XIVe siècle.

## Histoire
L'histoire de Chitral débute avec l'arrivée des Tibétains au VIIIe siècle, suivis par les Chinois en 750 qui seront défaits par les Arabes qui convertissent une partie des populations à l'Islam.
Les Kalash païens arrivent dans la région dont ils se rendent en grande partie maîtres vers le XIe siècle.

### La dynastie des Raïs
Chitral devient un royaume unifié au XIVe siècle sous Shâh Nadir Raïs (1320-1341) qui défait les Kalash. De 1420 à 1531, les princes Raïs doivent combattre de nombreuses tentatives d'invasion mongole. Le dernier grand prince de la dynastie Shâh Nasir Raïs (1531-1574) bat et repousse les Kalash dans les vallées perpendiculaires et impose une taxe (dont les Kalash païens s'acquitteront jusqu'en 1954) à ceux ayant refusé la conversion à l’Islam. Son fils est renversé par une révolution de palais pour être remplacé par la famille des Katour.

### Les Katour

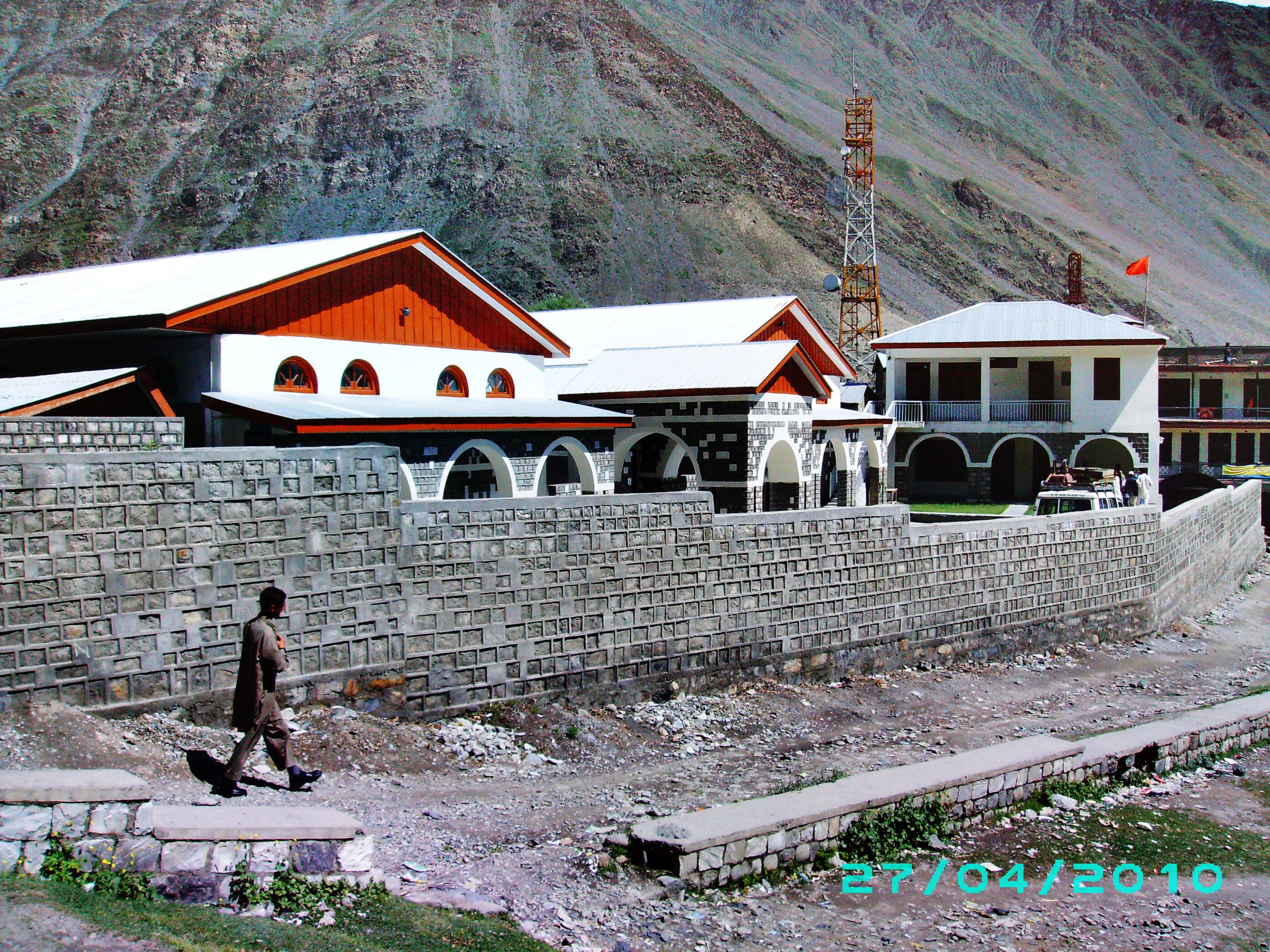
Le musée de Chitral.

En 1595, Muhtaram Shâh, qui se prétend descendant de Tamerlan, installe sa dynastie et lui donne le nom de Katour (nom d'une tribu connue dans la légende pour sa bravoure). La principauté connaît durant trois siècles des luttes fratricides, pendant lesquels l'Islam se renforce et les tribus païennes kafires d'Afghanistan sont à de nombreuses reprises attaquées. Les princes déchus en exil ont pour habitude de se tourner vers les puissants voisins pachtounes ; ainsi, dans les années 1870, pour repousser les ambitions des tribus afghanes, le roi de Chitral Amanul Mulk demande l'appui des Britanniques, entraînant de ce fait une internationalisation du conflit. Les Britanniques sous la conduite du général Roberts interviennent en faveur du roi et sont les instigateurs du traité d'alliance que celui-ci signe avec le maharadja du Cachemire en 1879.
Dans les zones tribales pachtounes, la révolte éclate et Umra Khan, roi de Dir, envahit le royaume chitrali (1895). Cette campagne culmine avec le siège du fort de Chitrâl qui dure quarante jours, pendant lequel Nizam-al-Molk est assassiné par son demi-frère. Les Britanniques choisissent alors pour roi Shuja ul Mulk, créature docile, qui reste contrôlé par un agent politique. Mazafarul Mulk qui monte sur le trône en 1943, pariant sur le sentiment religieux des Chitrali, décide de rejoindre le nouvel État du Pakistan. Le destin de la région est désormais lié à ce pays.
En 1947, le Mehtar reste chargé des affaires internes, le gouvernement du Pakistan étant représenté par un agent politique. Cependant, en 1954, Chitral connaît une révolte contre le Mehtar et l'agent politique prend le contrôle de la région. C'est en 1969 que la principauté de Chitral est intégrée formellement au Pakistan, dans le district de Malakand de la province de NWFP, nommée depuis Khyber Pakhtunkhwa. Malgré l'abrogation totale des titres et privilèges depuis 1972, de nombreux membres de la dynastie des Katour exercent des fonctions élevées dans des postes locaux ou provinciaux.

## Dirigeants: Mehtar
- 1585 - ? : Shâh Katur
- 1712 - 1745 : Sangalli
- ? - ? : Muhammad Beg
- 1775 - 1790 : Faramarz Shâh
- 1790 - 1795 : Shâh Afzal I
- 1795 - 1798 : Shâh Fadl

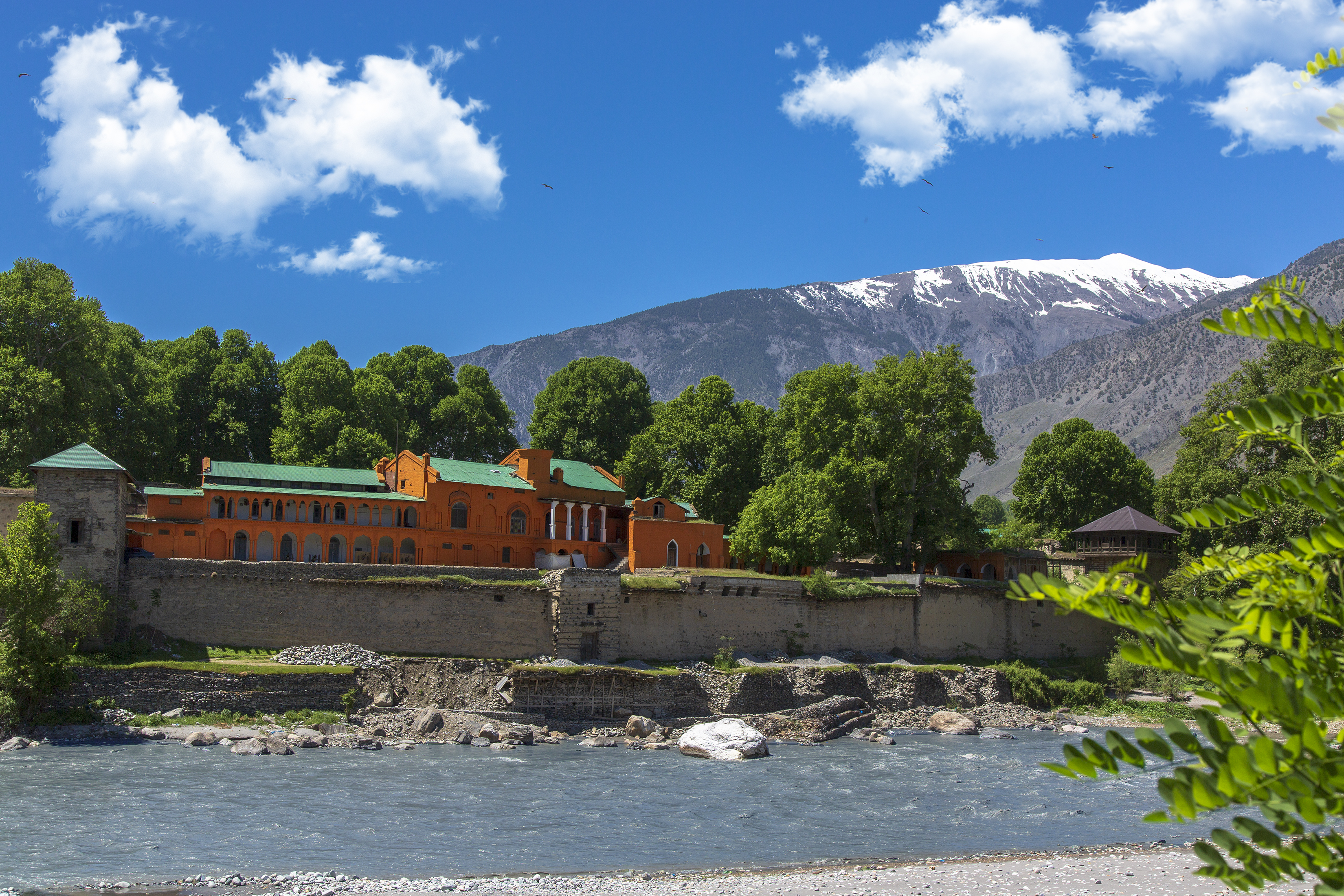
Le fort de Chitral.

- 1798 - 1818 : Khairoullah Khuswakte (+1818)
- 1818 - 1833 : Shah Nawaz Khân (2e règne)
- 1833 - 1837 : Mohammed Mokhtaram Shâh (+1837)
- 1837 - 1853 : Mohammed Shah Afzal II (+1853)
- 1853 - 1858 : Mohammed Mokhtaram Shâh III (+1858)
- 1858 - 30 août 1892 : Mohammed Aman al-Molk II (v.1821-1892)
- 30 août 1892 - 1er décembre 1892 : Mohammed Afzal al-Molk (+1892)
- 1er décembre 1892 - 1893 : Shir Afzal Khân
- 1893 - 1895 : Mohammed Nizam al-Molk (+1895)
- 1895 : Mohammed Amir al-Molk (1878-1924)
- 1895 - 1936 : Mohammed Shoja al-Molk (1882-1936)
- 1936 - 1943 : Mohammad Naser al-Molk (1897-1943)
- 1943 - 1948 : Mohammad Mozaffar al-Molk (1901-1948)
- 1948 - 1954 : Sayf ar-Rahman (1926-1954)
- 1954 - 1969 : Mohammad Naser Sayf al-Molk, né en 1950

## Démographie

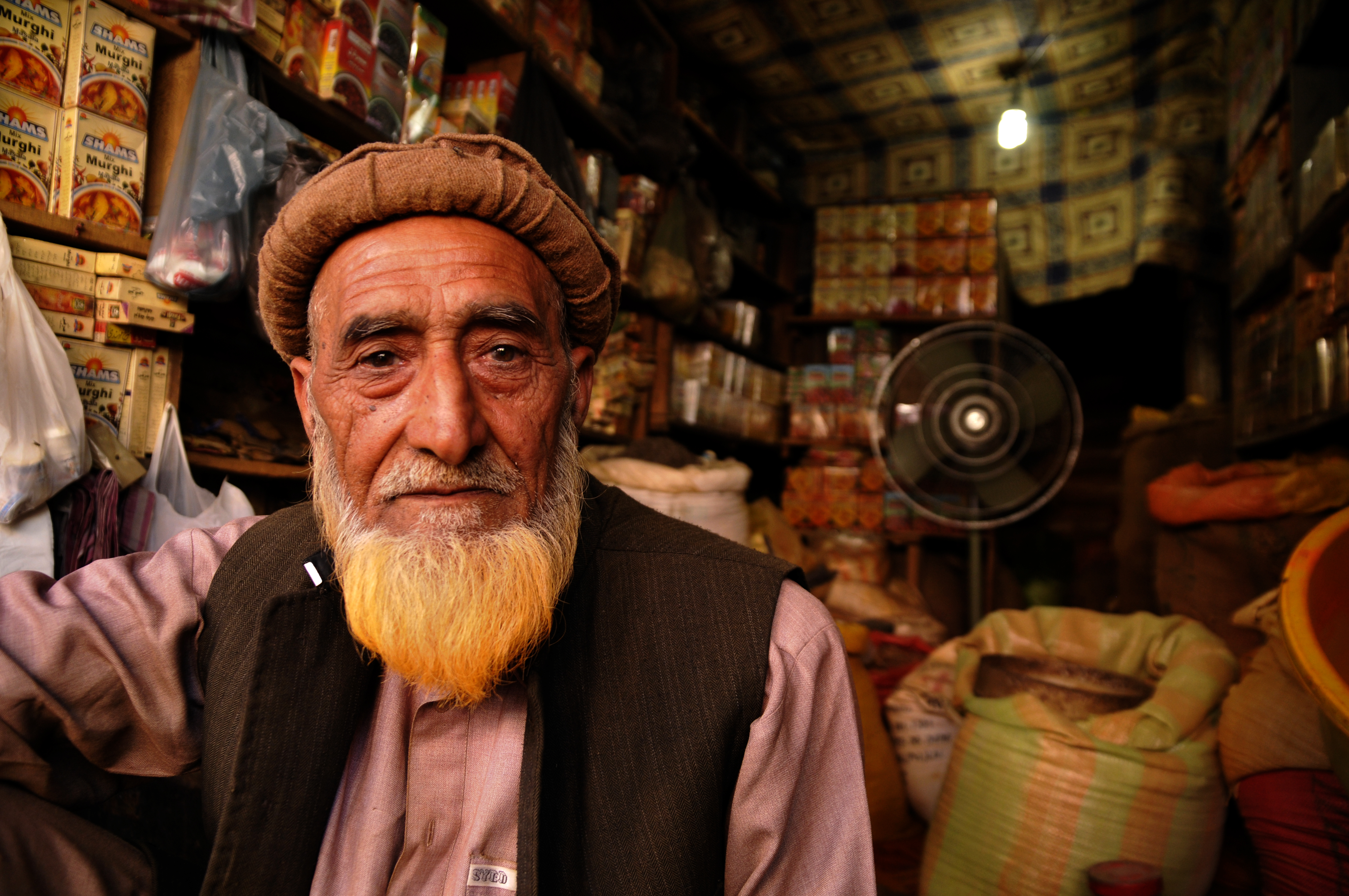
Vendeur d'épices à Chitral.

La population de la ville a été multipliée par plus de trois entre 1972 et 2017 selon les recensements officiels, passant de 13 376 habitants à 49 794. Entre 1998 et 2017, la croissance annuelle moyenne s'affiche à 2,6 %, un peu supérieure à la moyenne nationale de 2,4 %. Selon le recensement de 2023, la population de la ville monte à 57 157 habitants.
Essentiellement musulmane, la ville inclut une toute petite minorité chrétienne, comptant environ 140 fidèles.
Le taux d'alphabétisation de la ville s'élève à 77 % en 2023 (contre une moyenne nationale de 61 % et provinciale de 51 %), dont 86 % pour les hommes et 67 % pour les femmes.
|            | 1972 (rec.) | 1998 (rec.) | 2017 (rec.) | 2023 (rec.) |
| ---------- | ----------- | ----------- | ----------- | ----------- |
| Population | 13 376      | 30 622      | 49 794      | 57 157      |

## Culture
L'ethnie prédominante dans le district de Chitral est l'ethnie Kho dont la langue est le khowar, une langue indo-iranienne, qui sert de langue véhiculaire également pour les autres peuples de la région.

## Sources
- Erik L'Homme, Parlons khowar, Langue et culture de l'ancien royaume de Chitral au Pakistan, L'Harmattan, 1999  (ISBN 2-7384-7563-9).